# Incontri internazionali di rugby a 15 di fine anno 1994
Nel rugby a 15 è tradizione che a fine anno (ottobre-dicembre) si disputino una serie di incontri internazionali che gli europei chiamano "Autumn International" e gli appassionati dell'emisfero sud "Springtime tour". In particolare le nazionali dell'emisfero Sud, a fine della loro stagione si recano in tour in Europa.
- Australian Colts in Africa: : Gli Australian Colts, selezione Under-23 dell'Australia si recano in Africa per una serie di incontri con Zambia e Sudafrica

- Argentina in Sud Africa: i "Pumas" si recano per un tour in Sudafrica con risultati non brillanti, in particolare per le due sconfitte contro il Sudafrica.

| Port Elizabeth 8 ottobre 1994 | Sudafrica | 42 – 22 | Argentina | (Boet Erasmus) |

| Johannesburg 15 ottobre 1994 | Sudafrica | 46 – 26 | Argentina | (Ellis park) |

- Sudafrica in G. Bretagna: il Sudafrica si reca in tour nelle Isole Britanniche dove centra due successi nei test match con Scozia e Gallese cede solo ai Barbarians e alla Scozia "A" in un "mid-week game"

| Edimburgo 19 novembre 1994 | Scozia | 10 – 34 | Sudafrica | (Murrayfield) |

| Cardiff 26 novembre 1994 | Galles | 12 – 20 | Sudafrica | (Arms Park) |

- La Romania in Inghilterra: la Romania si reca in Inghilterra per un breve tour dove subisce una pesante sconfitta nel test-match

| Oxford 5 novembre 1994 | Università di Oxford | 26 – 16 | Romania XV |  |

| Cambridge 8 novembre 1994 | Università di Cambridge | 18 – 27 | Romania XV |  |

| Londra 12 novembre 1994 | Inghilterra | 54 – 3 | Romania | Twickenham |

- Canada in Europa: tour senza risultati brillanti e pesanti sconfitte nei test con Inghilterra e Francia.

| Londra 10 dicembre 1994 | Inghilterra | 60 – 19 | Canada | (Twickenham) |

| Besançon 17 dicembre 1994 | Francia | 28 – 9 | Canada |  |

- USA in Irlanda: gli Stati Uniti si recano in Irlanda per un breve tour di due partite dove perdono (onorevolmente) con l'Irlanda

| Galway 1º novembre 1994 | Ireland Development XV | 13 – 20 | Stati Uniti XV |  |

| Dublino 5 novembre 1994 | Irlanda | 26 – 15 | Stati Uniti | Lansdowne Road |

## Altri tour
- Italia in Francia: gli Azzurri eseguono un minitour in Francia per preparare gli impegni successivi delle qualificazioni alla Coppa del Mondo di rugby 1995.

Esso viene preceduto da due match contro i Lupi, selezione dell'Italia centro-meridionale e contro le Zebre, selezione dell'Italia nord-occidentale in stile Barbarians; poi la trasferta in Francia contro le selezioni delle regioni amministrative francesi Linguadoca-Rossiglione e Midi-Pirenei. Infine, il test match di dicembre con la Francia XV.
| Segni 4 settembre 1994 | Lupi               | 19 – 64 | Italia XV | Stadio Maurizio Paparozzi\| Arbitro: \| Salvatore De Falco \| |
| Arbitro:               | Salvatore De Falco |         |           |                                                               |

| Parma 15 settembre 1994 | Zebre             | 0 – 43 | Italia XV | Stadio Fratelli Cervi\| Arbitro: \| Gianpaolo Schiavo \| |
| Arbitro:                | Gianpaolo Schiavo |        |           |                                                          |

| Béziers 21 settembre 1994 | Languedoc | 34 – 16 | Italia XV |  |

| Pamiers 5 ottobre 1994 | Midi-Pirenei | 45 – 23 | Italia XV |  |

### Iltest matchdi fine anno con la Francia
Il 4 dicembre, l'Italia si reca in Francia, nella città di Digione, per disputare un match di fine anno, questa volta, al di fuori delle competizioni europee. La Fédération Française de Rugby non riconosce la partita come full international, schierando una formazione “XV”.
| Arbitro: | Ray Megson |

|                |      |               |
| Techoueyres x’ | mt   |               |
| Mazas x’       | c.p. | x’, x’Troiani |
| Mazas x’, x’   | drop |               |